# Зофия Посмиш
Зо̀фия Стефа̀ния По̀смиш-Пясѐцка (на полски: Zofia Stefania Posmysz-Piasecka) е полска журналистка, романистка и писателка, борец от Съпротивата през Втората световната война. Oцелява в концентрационните лагери Аушвиц и Равенсбрюк. Холокостът в окупирана Полша е тема на радиопиесата ѝ „Пасажерката от кабина 45“ (1959 г.), по която е направен филмът „Пасажерката“ (Pasażerka) (1963 г.), спечелил две награди на кинофестивала в Кан (1964). Написва и едноименен роман (1962 г.), преведен на 15 езика. По него през 1968 г. е създадена опера със същото заглавие, композитор Мечислав Вайнберг, чиято премиера е чак през 2006 г. в Москва.

## Биография
Зофия Посмиш е родена на 23 август 1923 година в Краков и живее там до нахлуването в Полша през 1939 г. По време на окупацията тя посещава тайни курсове и работи в кабелна фабрика. Арестувана е от Гестапо през 1942 г. и е обвинена в разпространение на антинацистки листовки. Посмиш бива държана 6 седмици в затвора Монтелупич в Краков, а след продължителен разпит е преместена под придружител в концентрационния лагер Аушвиц. Принудена да извършва тежък труд, бива спасена два пъти от лагерния лекар Януш Машковски. На 18 януари 1945 г. Посмиш е изпратена в концентрационния лагер Равенсбрюк, а оттам в сателитния лагер Нойщат-Глеве, където е освободена на 2 май 1945 г. от американската армия.
След Втората световна война тя учи във Варшавския университет, пише в пресата, а от 1952 г. работи за полското радио в секцията за култура. Омъжва се за Ян Пясечки (починал през 1985 г.), работил с нея в полското радио.

## Работа и наследство
През 1959 г. Посмиш пише радиодрамата „Пасажерката от кабина 45“ (Pasażerka z kabiny 45), базирана на нейни спомени от времето, прекарано в нацистките концлагери. Пиесата е продуцирана през същата година от полското радио, а през 1960 г. бива адаптирана за телевизията (запис не е запазен). Режисьорът Анджей Мунк се заема заедно с Посмиш да направи сценарий за филм, като Мунк въвежда промени и го прави иновативен и необичаен за жанра на творбите за Холокоста. Започва да снима филма, но загива в автомобилна катастрофа на 20 септември 1961 г.; сътрудникът му Виктор Лесевич го довършва. Филмът „Пасажерката“ печели наградата FIPRESCI в Кан (1964).
Позмиш не участва в създаването на филма. Вместо това тя се фокусира върху написването на роман, извлечен от нейната автобиография. Книгата е публикувана през 1962 г. също със заглавие „Пасажерката“.
Други творби:
- Познавам палачите от Белсен ... (Znam katów z Belsen…), 1945
- Пасажерката, 1962
- Спирка в гората (Przystanek w lesie), 1965 г., сборник с разкази
- Кисел глог (Cierpkie głogi), 1966 г., сценарий, екранизиран през 1966 г. от Януш Вайхерт
- Mały, 1970, сценарий, заснет през 1970 г. от Джулиан Джедзина
- Ваканция на Адриатическо море (Wakacje nad Adriatykiem), 1970
- Микроклимат (Mikroklimat), 1975
- Дърво, подобно на дървета (Drzewo do drzewa podobne), 1977
- Цена (Cena), 1978 г.
- Човекът от радиатора (Człowiek spod kaloryfera), 1980
- Същият доктор М. (Ten sam doktor M.), 1981
- Вдовица и любовници (Wdowa i kochankowie), 1988
- Към свободата, към смъртта, към живота (Do wolności, do śmierci, do życia), 1996

През 2015 г. Зофия Посмиш е сред 19-те оцелели от Аушвиц, снимани за документален филм, озаглавен „Последните свидетели“ (Die letzten Zeugen).

## Награди[7]
- 1964 г. – рицар от Ордена на Възраждане на Полша
- 1970 г. – офицер от Ордена на Възраждане на Полша
- 1976 г. – Награда на Полския комитет за радио и телевизия за изключителни постижения в областта на радио драмата
- 2007 г. – награда на Витолд Хулевич
- 2008 г. – Награда на министъра на културата на Полша за изключителни постижения в областта на културното наследство
- 2012 г. – Орден за заслуги на Федерална република Германия [9]
- 2015 – Награда DIALOG на Deutsch-Polnische Gesellschaft Bundesverband
- 2020 – Орден на Белия орел (Полша)